# فرط ضغط الدم الانتصابي
ارتفاع أو فرط ضغط الدم الانتصابي أو الوضعي (بالإنجليزية: Orthostatic hypertension أو postural hypertension)‏ هو حالة طبية تتكون من الارتفاع المُفاجئ في ضغط الدم عند المصاب في وضع الوقوف. ارتفاع ضغط الدم الانتصابي يُشخّص بارتفاع ضغط الدم الانقباضي من 20 ملم زئبقي أو أكثر في حالة الوقوف. ارتفاع ضغط الدم الانتصابي الانبساطي هي حالة، بحيث يرتفع ضغط الدم الانبساطي إلى 98 ملم زئبقي أو أكثر نتيجة للوقوف؛ مع ذلك، هذا التعريف في الوقت الحالي يفتقد الإجماع الطبي عليه وهو بالتالي مُعرّض للتغيير. ارتفاع ضغط الدم الانتصابي يشمل الانقباضي ويُعرف بارتفاع ضغط الدم الانتصابي الانقباضي.
إذا أثّر على قدرة الفرد بأن يبقى واقفًا، فإن ارتفاع ضغط الدم الانتصابي يُعتبر كنوع من التعصُّب الانتصابي، أما عدم قدرة الجسم على تنظيم ضغط الدم ربما يكون نوعًا من خلل الوظائف المُستقلة.
نظام اتزان الضغط والمسارات العصبية اللاإرادية يحافظان عادةً على ضغط الدم بالرغم من المُحفزات المتنوعة ومنها التغيرات الوضعية. الآلية الدقيقة لارتفاع ضغط الدم الانتصابي لاتزال غير واضحة، ولكن يُعتقد بأن نشاطات ألفا-الأدرينالية ربما تكون هي الآلية الفسيولوجية المرضية المسؤولة عن ارتفاع الدم الانتصابي عند كبار السن المصابين بارتفاع ضغط الدم. آلياتٌ أخرى تُفسّر لمجموعات أخرى مختلفة من الأفراد المُصابين بهذا الاعتلال.
نسبة انتشار المرض بلغت 1,1% كما وُجدت في إحدى الدراسات. خطر الإصابة بارتفاع ضغط الدم الانتصابي يزيد مع زيادة العمر، حيث وُجد بأن نسبة المُصابين به تبلغ 16,3% من بين كبار السن المُصابين بارتفاع ضغط الدم.

## الأعراض
- ارتفاع ضغط دم انتصابي معتدل أو متوسط قد يظهر بدون أي أعراض أخرى باستثناء التغيرات في ضغط الدم. في الحالات الشديدة لارتفاع ضغط الدم الانتصابي ستظهر على المريض الأعراض المصاحبة لفرط (ارتفاع) ضغط الدم.
- تجميع وريدي انتصابي شائع الحدوث مع ارتفاع ضغط الدم الانتصابي الانبساطي، وهذا يحدث في السيقان خلال الوقوف.[7][8]
- نقص حجم الدم.

## ارتباطات باعتلالات أخرى
- ارتفاع ضغط الدم الأساسي.
- أنواع أخرى من اختلالات الوظائف المستقلة قد تكون مُصاحبة، على سبيل المثال: متلازمة زيادة دقات القلب الانتصابية الوضعية، ويكثر مع هذه الحالة، هبوط ضغط الدم الانتصابي في حين أن ضغط الدم يرتفع وينخفض في نفس الوقت بسبب خلل الوظائف المستقلة.
- داء السكري النوع 2 [1]
- فرط الحساسية الأدرينالية الوعائية؛ ارتفاع ضغط الدم الانتصابي قد يكون ثانوي لهذه الحالة.[9]
- القهم العُصابي: كثير من الناس تعاني من ارتفاع ضغط الدم الانتصابي المُتعلق بفقدان الشهية.
- نقص حجم الدم قد يسبب ارتفاع ضغط الدم الانتصابي.
- تضيّق الشريان الكلوي مع تدلّي الكُلى (سقوط الكلية في وضعية الوقوف) يُعرف بتسببه لارتفاع ضغط الدم الانتصابي.[10]
- التهاب الشريان الأبهر الأورطي مع تدلي الكلى: «هذا الارتفاع الانتصابي في ضغط الدم ربما يكون بشكل كبير سببه نشاط نظام الرينين نتيجة لتدلّي الكلية وبشكل جزئي بسبب نقص في حساسية نظام توازن الضغط وذلك بسبب التهاب الشريان الأبهر الأورطي».[11]
- ورم القواتم.[12]

## العلاج
لا يوجد أي علاج رسمي يُنصَح به في الوقت الراهن لارتفاع ضغط الدم الانتصابي كما أن الحالة لا تزال معروفة بشكل بسيط، وربما كان ذلك لأسباب عديدة، وبالتالي العلاج لأولئك المُصابين بهذا المرض هو علاج تجريبي ويحتمل الخطأ. بعض العلاجات التي أثبتت نجاحها لهذه الحالة هي أدوية دوكسازوسين، كارفيديلول، كابتوبريل، وبروبرانولولهايدروكلورايد. علاج الحالات المُصاحبة، مثال على ذلك نقص كمية الدم. بعض الأخصائيين في الحالات الشديدة يُعطون حُقن المحلول الملحي لمعالجة نقص كمية الدم والتي بالتالي (إن كانت هي السبب)، ستُخفّض من ارتفاع ضغط الدم الانتصابي إلى المستوى الآمن. ارتداء ملابس الضغط أعلى منطقة الحوض والأطراف السفلية قد تُستخدم كجزء من العلاج، وذلك بسبب مشكلة تجمع الدم المُصاحبة لهذه المشكلة.

## المخاطر
- تقلبات ضغط الدم مرتبطة بتطور تلف الأعضاء ومخاطر القلب والأوعية الدموية.[15]
- ارتفاع ضغط الدم الانتصابي يرتبط ارتباطاً إيجابيًا بمرض الشرايين المحيطة.[6]
- زيادة حدوث نقص التروية الدماغية الصامتة.[1][4]
- ارتفاع ضغط الدم الانتصابي الانقباضي يزيد من مخاطر الإصابة بالسكتة الدماغية.[16]